# Grabowski IV
Grabowski IV (Kiemlada-Grabowski, Kimlada-Grabowski, Przyjaciel odmienny albo Kemlada odmienny) – kaszubski herb szlachecki, według Przemysława Pragerta odmiana herbu Przyjaciel albo Kemlada.

## Opis herbu
Opis z wykorzystaniem zasad blazonowania, zaproponowanych przez Alfreda Znamierowskiego:
W polu serce otoczone pierścieniem, ozdobionym jedenastoma kulkami. Klejnot: trzy pióra strusie, na każdym po trzy kulki w słup. Labry nieznanej barwy.

## Najwcześniejsze wzmianki
Herb przytaczany przez Nowego Siebmachera, Ostrowskiego (Księga herbowa rodów polskich) oraz Żernickiego (Der polnische Adel, Die polnischen Stamwappen).

## Rodzina Grabowskich
Rodzina szlachecka z Grabowa w parafii Parchowo, wywodząca się rzekomo od Rembowskich. Wzmiankowani po raz pierwszy w 1570 (Jakub Grabowski), kolejne wzmianki z 1608 (Grzegorz Grabowski), 1648 (Panowie Grabowscy), 1662 (Grzegorz, Jerzy Grabowscy). W drugiej połowie XVII wieku Grabowscy posiadali jeszcze działy we wsiach: Brodnica, Zdunowice, zaś w XVIII wieku w Borek, Chośnica, Gostomie, Niesiołowice, Czarnoszyce i Gostkowo. Grabowscy ci używali przydomków Kiemlada (Kimlada, Ciemlada, Kemlada), Pupka, a także Jark. Pierwszy z tych przydomków istniał już w XVI wieku. Wzmianki pochodzą z lat 1563 (Wojcich Grabowski "kymlyada"), 1584 (Grzegorz Kiemlada Grabowski), 1765, 1766 (Maciej Kiemlada Grabowski), 1773 (Jan Grabowski Kimlada), 1790 (Jan Grabowski Kimlada). Przedstawiciele tej rodziny osiedli na Mazowszu, dając początek rodzinie Grabowskich herbu Kemlada. Przydomek Pupka odnotowany tylko w roku 1601 (Jan Pupka Grabowski).

## Herbowni
Grabowscy z przydomkiem Kiemlada bądź Kimlada. Grabowscy, jeśli przyjąć ich teorię o pochodzeniu od Rembowskich, powinni posługiwać się herbem tej rodziny. Taki też herb przypisuje Pragert Grabowskim bez przydomków. Grabowscy z przydomkiem Kimlada osiedli także na Mazowszu i zostali wylegitymowani w Królestwie Polskim z herbem Kemlada. Grabowscy z przydomkiem Pupka mogli używać herbu Pupka.
Istnieli Grabowscy używający szeregu innych herbów. Mazowieccy Grabowscy używali herbu Jastrzębiec. Herb ten przypisywano też kaszubskim Grabowskim. Grabowscy z przydomkiem Goetzendorf używali herbu Zbiświcz w kilku wersjach, również hrabiowskich (Grabowski VIII Hrabia, Grabowski IX Hrabia). Grabowscy osiedli na Warmii i Mazurach, a potem na Litwie, używali herbu Grabowski VI z odmianami.
Istnieli też liczni inni Grabowscy poza Kaszubami. Pieczętowali się kilkudziesięcioma innymi herbami.